# أسعد بن طارق
أسعد بن طارق بن تيمور (1 يونيو 1954 -) هو شقيق السلطان هيثم بن طارق آل سعيد. شغل منصب نائب رئيس الوزراء لشؤون العلاقات والتعاون الدولي وممثلًا خاصًا للسلطان قابوس منذ 2017. كما شغل منصب أمين عام اللجنة العليا للمؤتمرات بدرجة وزير منذ عام 1993.

## حياته ونسبه
أسعد بن طارق بن تيمور بن فيصل بن تركي بن سعيد بن سلطان بن أحمد بن سعيد آل سعيد. ولد في يونيو من عام 1954م، وهو ابن عمّ السلطان السابق قابوس بن سعيد، وأخ السلطان الحالي هيثم بن طارق. ويعتبر من السادة البوسعيدين الذين يحظون بمكانة خاصة في سلطنة عمان . رجل ذو خلفية عسكرية، حيث تخرج من أكاديمية ساندهيرست العسكرية الملكية وخدم في الجيش السلطاني العماني كرئيس لسلاح المدرعات، وحصل على رتبة عميد. وهو نائب لرئيس الوزراء لشؤون العلاقات والتعاون الدولي منذ 2017، وممثلاً خاصاً للسلطان والممثل الشخصي للسلطان قابوس منذ عام 2002، وكُلِّف بالعديد من المهام نيابة عن السلطان قابوس، منها تمثيل سلطنة عمان في العديد من المحافل والمؤتمرات، استقبال الوزراء والسفراء والشخصيات المهمة التي تزور السلطنة وتسليم رسائل بالنيابة عن السلطان.

### مسيرة التعليم
درس المرحلة الابتدائية في المدرسة السعيدية وتخرج عام 1968 .درس الثانوية في مدرسة برمانا العليا في بيروت ثم درس في مدرسة داخلية في بريطانيا في ميلفيلد في منطقة سمرست حتى عام 1974. ثم التحق بجامعة لندن لدراسة العلاقات الدولية لمدة عامين بعدها التحق بالعسكرية عام 1976م وتخرج من الكلية الملكية البريطانية سانت هيدست عام 1977م. تدرج في المناصب العسكرية حتى رتبة عميد قائد لواء المدرعات بقوات السلطان المسلحة. حصل على شهادة بكالوريوس في العلوم العسكرية عام 1986م.

## عائلته
لديه مجموعة من الإخوة من أبناء السيد طارق بن تيمور ومن أهمهم جلالة السلطان هيثم بن طارق آل سعيد،سلطان عمان العاشر، والسيد شهاب بن طارق نائب رئيس الوزراء لشؤون الدفاع، وقائد سابق للبحرية السلطانية العمانية ورئيس نادي السيب.

## أسرته
أسعد بن طارق بن تيمور متزوج من ابنة السيد بدر بن سعود البوسعيدي منذ عام 1978 ولديه مجموعة من الأبناء والبنات ولعل أبرزهم السيد تيمور بن أسعد.

## قائمة المناصب التي شغلها
- قائد فصيل مشاة كتيبة مسقط 78-79.
- أركان كتيبة – كتيبة مسقط 79-80.
- قائد فصيل مدرعات كتيبة سلطان عمان 80-81.
- نائب قائد سرية مدرعات 81-83.
- ركن ثالث تدريب بقيادة الجيش السلطاني العُماني 83-84
- ركن ثاني مدرعات بقيادة الجيش، وعضو لجنة التقييم والتجارب للعتاد الحربي 84-85.
- قائد سرية مدرعات 85-86.
- قائد كتيبة مدرعات 86-87.
- قائد لواء المدرع 87-93.
- حضر 15 دورة فنية وتدريبية بالمملكة المتحدة.
- انتقل إلى الخدمة المدنية بدرجة وزير عام 1993م بمرسوم سلطاني ليشغل منصب أمين عام اللجنة العليا للمؤتمرات.
- عيّن ممثلاً لجلالة السلطان المعظم بمرسوم سلطاني رقم 12/2002 بتاريخ 14 فبراير 2002م.
- قام بعدة مهام ضمن مسؤوليات الخدمة العسكرية وترأس عدة اجتماعات ولجان إلى دول مجلس التعاون لدول الخليج العربية، كما ساهم في توحيد بعض المناهج في دول مجلس التعاون ضمن الفريق رقم (5)، كما له دور كبير في تدريب العسكريين في احتفالات العيد الوطني المجيد لمدة خمس سنوات إضافة إلى دوره كمدرب في الانضباط العسكري.
- صدر المرسوم السلطاني السامي رقم بتاريخ 2/3/2017 يقتضي بتعين سموه نائباً لرئيس مجلس الوزراء لشوؤن العلاقات و التعاون الدولي إضافة الي عمله ممثلا خاصاً لجلالة السلطان قابوس بن سعيد .

## خلافة العرش في سلطنة عمان
اعتبر السيد أسعد بن طارق وأخوته (هيثم وشهاب) من أهم المرشحين المحتملين لخلافة السلطان قابوس بن سعيد، وذلك لأن قائمة المرشحين للعرش في سلطنة عمان صغيرة نسبيًا؛ نظرًا لحجم الأسرة الحاكمة، وقوانين الخلافة التي تنص على أن السلطان يجب أن يكون ذكرًا من نسل السلطان تركي بن سعيد، ومولود لأبوين عمانيين. وقد اختير أخوه هيثم بن طارق آل سعيد سلطانًا لعمان في 11 يناير 2020.